# Станіслав Мелех
Станіслав Фелікс Мелех (пол. Stanisław Feliks Mielech; нар. 24 квітня 1984, с. Стани, Австро-Угорщина — пом. 17 листопада 1962, Варшава, Польща) — польський футболіст та тренер, виступав на позиції правого нападника, гравець збірної Польщі.

## Життєпис
Закінчив Ягеллонський університет. До початку війни працював митним інспектором у Вільному місті Гданську.
У збірній зіграв усього два матчі. Взяв участь в історичному першому міжнародному поєдинку польської команди — 18 грудня 1921 року Польща поступилася з рахунком 0:1 у Будапешті збірній Угорщини. На той час виступав у «Краковії». Разом з клубом виграв чемпіонат Польщі 1921.
У 1916—1917 роках був гравцем футбольної команди військового клубу. З 1923 по 1927 рік виступав у варшавській «Легії». Був ініціатором цієї назви для варшавського клубу.
Публікував свої статті в пресі, в тому числі й у «Przegląd Sportowy» та «Życie Warszawy». Написав декілька книг на спортивну тематику.

## Пам'ять
У грудні 2018 року на фасаді столичного Стадіону Війська Польського була відкрита меморіальна дошка на честь Станіслава Мелеха.

## Галерея

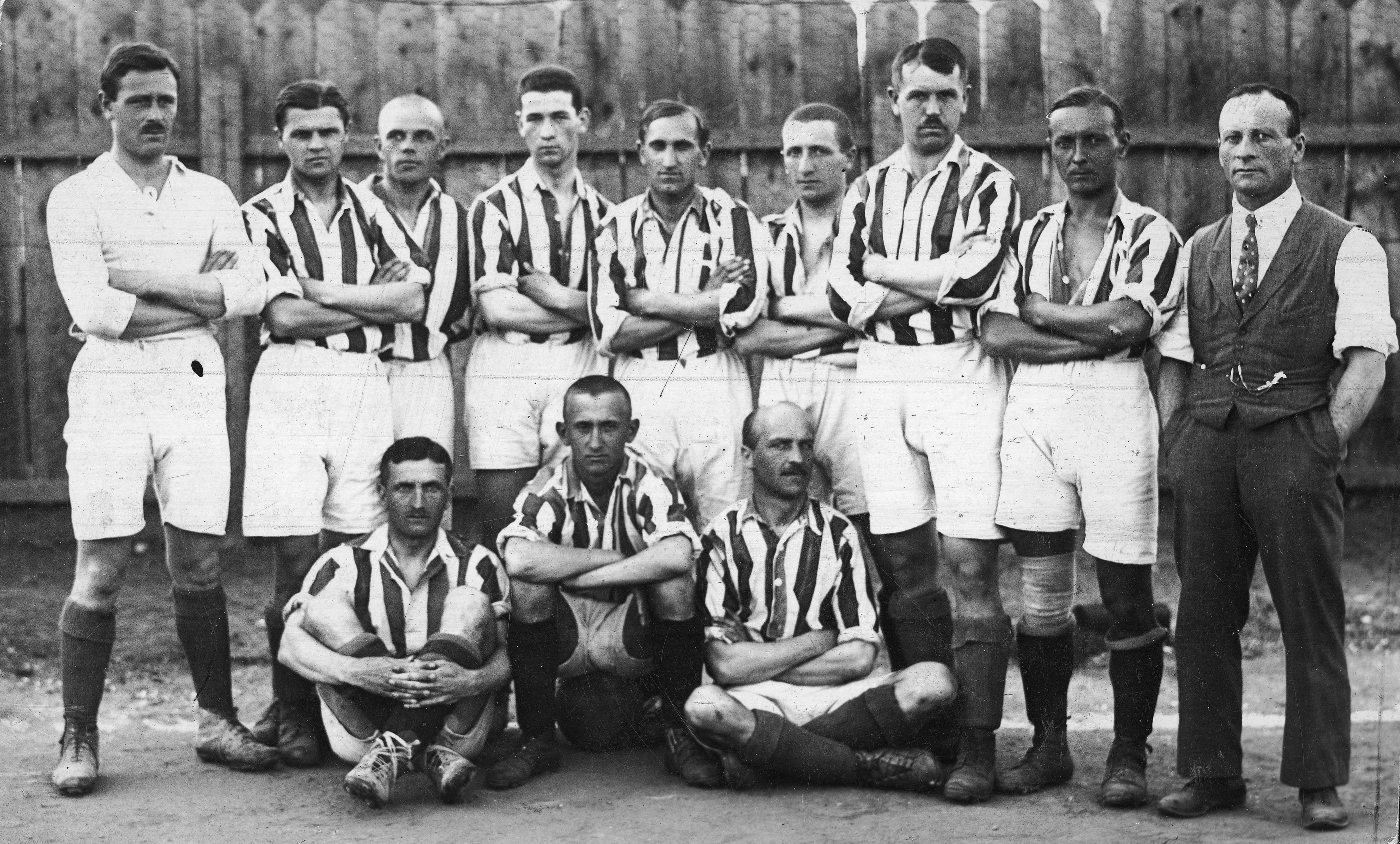
Мелех (стоїть третім праворуч) у футболці «Краковії», чемпіона Польщі 1921
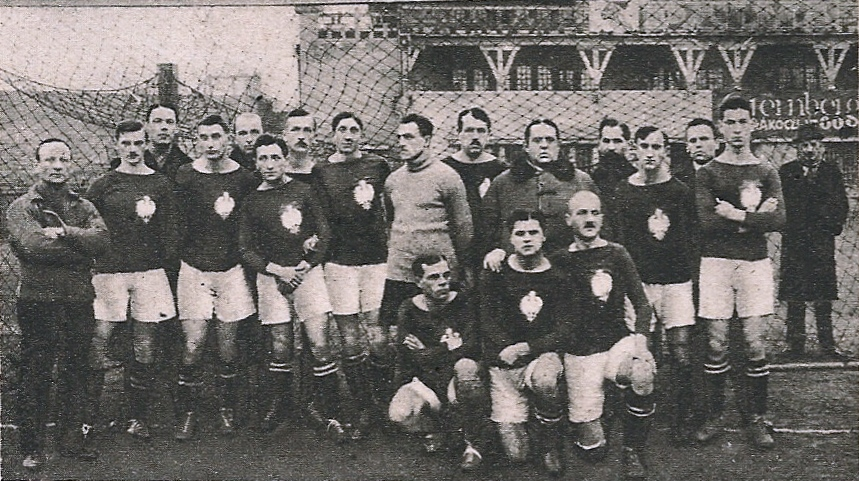
Мелех (стоїть десятим ліворуч) напередодні першого міжнародного матчу збірної Польщі, 1921
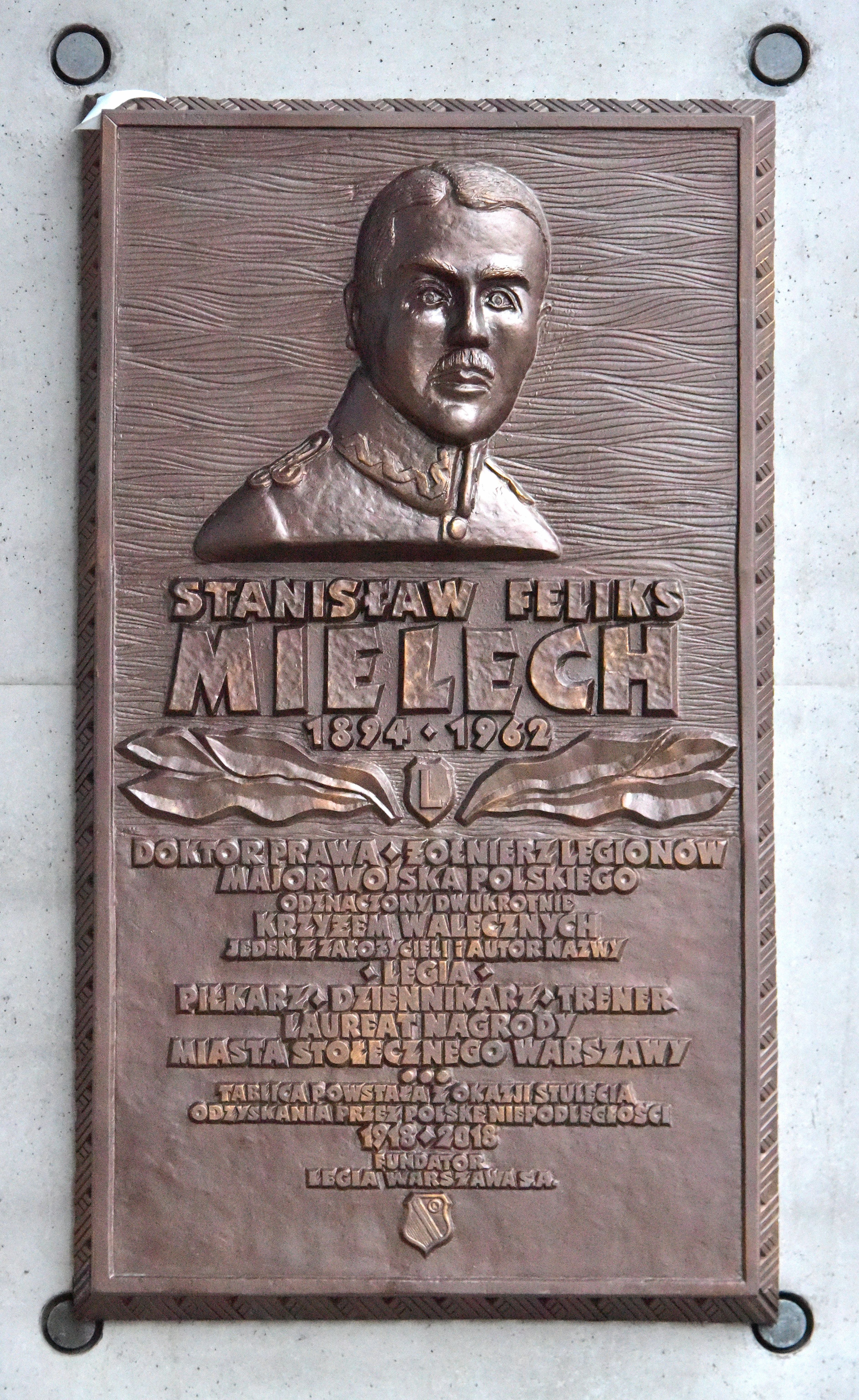
Пам'ятна дошка на Стадіоні Війська Польського у Варшаві